# Деалу Маре (Мехединци)
Деалу Маре (рум. Dealu Mare) насеље је у Румунији у жупанији Мехединци у граду Баја де Арама. Место се налази на надморској висини од 534 m.

## Становништво
Према подацима из 2002. године у насељу је живело 87 становника, од којих су сви румунске националности.